# EPrix Mexico City 2019
ePrix Mexico City 2019 (formálně nazývána 2019 CBMM Niobium Mexico City ePrix) se konala dne 12. února 2019 a byla čtvrtým závodem sezóny 2018/2019 šampionátu Formule E. Zároveň byla tato ePrix v pořadí čtvrtou ePrix Mexico City. Závod se jel na okruhu Autódromo Hermanos Rodríguez ležícím v Mexico City, hlavním městě Mexika.
Závod na 45 kol vyhrál Lucas di Grassi z týmu Audi. Na druhém místě dojel António Félix da Costa z týmu Andretti-BMW a na třetím místě Edoardo Mortara z týmu Venturi. Extra body za pole position a nejrychlejší kolo závodu získal pro sebe Pascal Wehrlein z týmu Mahindra.

## Výsledky

### Kvalifikace
| Pořadí | No. | Jezdec                 | Tým           | Čas      | Ztráta  | Start. pozice |
| ------ | --- | ---------------------- | ------------- | -------- | ------- | ------------- |
| 1      | 94  | Pascal Wehrlein        | Mahindra      | 59.347   | -       | 1             |
| 2      | 11  | Lucas Di Grassi        | Audi          | 59.653   | +0.306  | 2             |
| 3      | 19  | Felipe Massa           | Venturi       | 59.695   | +0.348  | 3             |
| 4      | 22  | Oliver Rowland         | e.Dams-Nissan | 59.808   | +0.461  | 4             |
| 5      | 28  | António Félix da Costa | Andretti-BMW  | 59.819   | +0.472  | 5             |
| 6      | 23  | Sébastien Buemi        | e.Dams-Nissan | 59.949   | +0.602  | 6             |
| 7      | 27  | Alexander Sims         | Andretti-BMW  | 59.782   | —       | 7             |
| 8      | 25  | Jean-Éric Vergne       | Techeetah-DS  | 59.802   | +0.020  | 8             |
| 9      | 48  | Edoardo Mortara        | Venturi       | 59.935   | +0.153  | 9             |
| 10     | 16  | Oliver Turvey          | NIO           | 59.936   | +0.154  | 10            |
| 11     | 3   | Nelson Piquet Jr.      | Jaguar        | 59.959   | +0.177  | 11            |
| 12     | 36  | André Lotterer         | Techeetah-DS  | 1:00.050 | +0.268  | 12            |
| 13     | 8   | Tom Dillmann           | NIO           | 1:00.192 | +0.410  | 13            |
| 14     | 6   | Felipe Nasr            | Dragon-Penske | 1:00.210 | +0.428  | 14            |
| 15     | 7   | Jose María Lopez       | Dragon-Penske | 1:00.293 | +0.511  | 15            |
| 16     | 17  | Gary Paffett           | HWA-Venturi   | 1:00.340 | +0.558  | 16            |
| 17     | 4   | Robin Frijns           | Virgin-Audi   | 1:00.375 | +0.593  | 20            |
| 18     | 20  | Mitch Evans            | Jaguar        | 1:00.424 | +0.642  | 17            |
| 19     | 64  | Jérôme d'Ambrosio      | Mahindra      | 1:00.455 | +0.673  | 18            |
| 20     | 5   | Stoffel Vandoorne      | HWA-Venturi   | 1:00.844 | +1.062  | 19            |
| 21     | 66  | Daniel Abt             | Audi          | 1:00.936 | +1.154  | 21            |
| 22     | 2   | Sam Bird               | Virgin-Audi   | no time  | no time | 22            |
| Zdroj: |     |                        |               |          |         |               |

Poznámky
1. ↑  Robin Frijns obdržel trest posunu o 3 místa vzad za blokování d'Ambrosia během kvalifikace.

### Závod
| Pořadí | No. | Jezdec                 | Tým           | Kol | Čas/Nedokončil | Start. pozice | Body |
| ------ | --- | ---------------------- | ------------- | --- | -------------- | ------------- | ---- |
| 1      | 11  | Lucas Di Grassi        | Audi          | 45  | 1:13:15.422    | 2             | 25   |
| 2      | 28  | António Félix da Costa | Andretti-BMW  | 45  | +0.436         | 5             | 18   |
| 3      | 48  | Edoardo Mortara        | Venturi       | 45  | +0.745         | 9             | 15   |
| 4      | 64  | Jérôme d'Ambrosio      | Mahindra      | 45  | +1.159         | 18            | 12   |
| 5      | 36  | André Lotterer         | Techeetah-DS  | 45  | +1.785         | 12            | 10   |
| 6      | 94  | Pascal Wehrlein        | Mahindra      | 45  | +5.210         | 1             | 12   |
| 7      | 20  | Mitch Evans            | Jaguar        | 45  | +5.800         | 17            | 6    |
| 8      | 19  | Felipe Massa           | Venturi       | 45  | +8.084         | 3             | 4    |
| 9      | 2   | Sam Bird               | Virgin-Audi   | 45  | +8.356         | 22            | 2    |
| 10     | 66  | Daniel Abt             | Audi          | 45  | +8.438         | 21            | 1    |
| 11     | 4   | Robin Frijns           | Virgin-Audi   | 45  | +9.044         | 20            | 0    |
| 12     | 16  | Oliver Turvey          | NIO           | 45  | +11.252        | 10            | 0    |
| 13     | 25  | Jean-Éric Vergne       | Techeetah-DS  | 45  | +19.153        | 8             | 0    |
| 14     | 27  | Alexander Sims         | Andretti-BMW  | 45  | +20.471        | 7             | 0    |
| 15     | 8   | Tom Dillmann           | NIO           | 45  | +20.871        | 13            | 0    |
| 16     | 17  | Gary Paffett           | HWA-Venturi   | 45  | +23.272        | 16            | 0    |
| 17     | 7   | José María López       | Dragon-Penske | 45  | +41.542        | 15            | 0    |
| 18     | 5   | Stoffel Vandoorne      | HWA-Venturi   | 45  | +43.425        | 19            | 0    |
| 19     | 6   | Felipe Nasr            | Dragon-Penske | 45  | +1:56.160      | 14            | 0    |
| 20     | 22  | Oliver Rowland         | e.Dams-Nissan | 44  | +1 kolo        | 4             | 0    |
| 21     | 23  | Sébastien Buemi        | e.Dams-Nissan | 44  | +1 kolo        | 6             | 0    |
| Ret    | 3   | Nelson Piquet Jr.      | Jaguar        | 2   | Kolize         | 11            | 0    |
| Zdroj: |     |                        |               |     |                |               |      |

Poznámky
1. ↑  Pascal Wehrlein obdržel trest přičtení 5 sekund k výslednému času za neprojetí šikanou.
2. ↑  Jeden bod za nejrychlejší kolo závodu, tři body za pole position.
3. ↑  José María López obdržel trest přičtení 10 sekund k výslednému času za překročení povoleného výkonu a přičtení 5 sekund za nesprávné přejetí čáry označující boxovou uličku.
4. ↑  Stoffel Vandoorne obdržel trest přičtení 5 sekund k výslednému času za použití funkce FanBoost dříve, než bylo povoleno.

## Pořadí po závodě
Zdroj: 

### Pořadí jezdců
| +/– | Poř | Jezdec                 | Body |
| --- | --- | ---------------------- | ---- |
| 1   | 1   | Jérôme d'Ambrosio      | 53   |
| 1   | 2   | António Félix da Costa | 46   |
| 2   | 3   | Sam Bird               | 45   |
| 9   | 4   | Lucas Di Grassi        | 34   |
| 4   | 5   | Pascal Wehrlein        | 30   |

### Pořadí týmů
| +/– | Poř | Tým                       | Body |
| --- | --- | ------------------------- | ---- |
| 1   | 1   | Mahindra                  | 83   |
| 1   | 2   | Virgin-Audi               | 73   |
| 1   | 3   | Andretti-BMW              | 64   |
| 1   | 4   | DS Techeetah              | 57   |
|     | 5   | Audi Sport ABT Schaeffler | 56   |